# Polígono alabeado

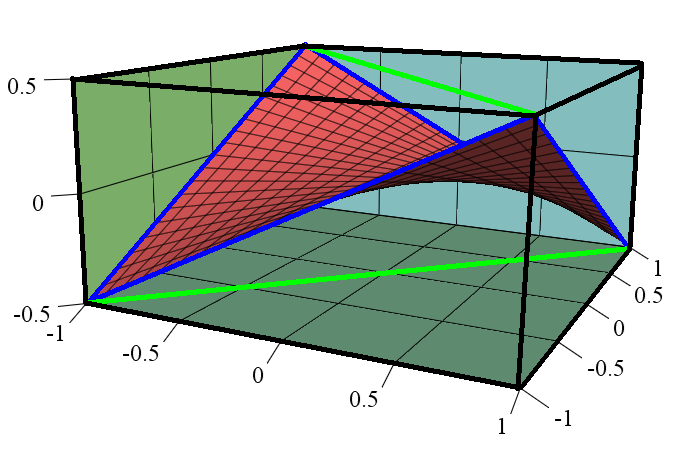
Un ejemplo de un cuadrilátero alabeado regular, con lados de igual longitud y vértices opuestos fijos en las caras opuestas de un paralelepípedo rectangular. Su superficie solo puede ser definida por interpolación bilineal de los cuatro vértices y lados. Se muestran los cuatro lados iguales en azul y las dos diagonales, también de igual longitud, en verde.

En geometría un polígono alabeado (en inglés: skew polygon) es un polígono cuyos vértices no se encuentran en un mismo plano. Los polígonos alabeados tienen al menos cuatro vértices.
Un polígono alabeado se dice que es  regular si todos sus lados son de igual longitud y todos sus ángulos de igual amplitud.
La superficie interior o área del polígono no está definida unívocamente, y más bien puede ser considerada como un problema de la superficie mínima, tal como ocurre con la forma de una película de jabón dentro de un aro de alambre.

## Cuadrilátero alabeado
En geometría, un cuadrilátero alabeado es la unión de cuatro segmentos AB, BC CD,DA, tal que los puntos A, B, C, D ( en ese orden)  son cuatro puntos no coplanarios del espacio. A estos puntos llamamos vértices del cuadrilátero y a los segmentos anteriores lados del cuadrilátero.